# Josephine Tomic
Josephine Tomic, née le 9 juin 1989 à Perth, est une coureuse cycliste australienne. Elle est devenue championne du monde de l'omnium en 2009. Elle arrête sa carrière à l'issue des Jeux olympiques d'été de 2012.

## Vie privée
Tomic est mariée avec le cycliste australien Jack Bobridge avec qui, elle a une fille. Le couple a vécu en Espagne jusqu'en 2016. Après la fin de sa carrière cycliste, ils ont déménagé à Perth en Australie, mais ont divorcé.

## Palmarès sur piste

### Jeux olympiques
- Londres 2012
  - 4e de la poursuite par équipes

### Championnats du monde
- Pruszkow 2009
  -  Championne du monde de l'omnium
  -  Médaillé de bronze de la poursuite par équipes
  - 5e de la poursuite individuelle
- Ballerup 2010
  -  Championne du monde de poursuite par équipes (avec Ashlee Ankudinoff et Sarah Kent)
- Apeldoorn 2011
  - 4e de la poursuite par équipes
- Melbourne 2012
  -  Médaillée d'argent de la poursuite par équipes (avec Annette Edmondson et Melissa Hoskins)

### Championnats du monde juniors
- Aguascalientes 2007
  -  Championne du monde de poursuite
  -  Championne du monde de la course aux points

### Coupe du monde
- 2007-2008
  - 2e de la poursuite par équipes à Sydney
- 2008-2009
  - 2e de la poursuite à Melbourne
  - 2e de la poursuite par équipes à Melbourne
- 2009-2010
  - 1re de la poursuite par équipes à Pékin (avec Ashlee Ankudinoff et Sarah Kent)
  - 2e de la poursuite à Manchester
  - 3e de la poursuite par équipes à Manchester
  - 3e de la poursuite par équipes à Melbourne
- 2010-2011
  - 1re de la poursuite par équipes à Melbourne (avec Katherine Bates et Sarah Kent)
- 2011-2012
  - 3e de la poursuite par équipes à Londres

### Championnats d'Océanie
- Adélaïde 2010
  -  Championne d'Océanie de poursuite par équipes (avec Sarah Kent et Katherine Bates)

### Championnats nationaux
- Championne d'Australie de poursuite en 2008, 2009 et 2011
- Championne d'Australie de poursuite par équipes en 2008, 2009, 2010 et 2011
- Championne d'Australie de l'omnium en 2009
- Championne d'Australie de course aux points en 2011

## Palmarès sur route
- 2007
  -  Championne du monde du contre-la-montre juniors
- 2008
  - Tour de Perth
    - Classement général
    - 2e et 3e étapes
- 2009
  - 1re étape de la Bay Classic

### Classements mondiaux
| Année                                 | 2011 |
| ------------------------------------- | ---- |
| Classement UCI                        | 392e |
|                                       |      |
| Légende : nc = non classéSource : UCI |      |

## Distinctions
- Espoir féminin de l'année aux Australian Sport Awards : 2006